# 拡大友愛数
拡大友愛数（かくだいゆうあいすう）とは、異なる 2 つの自然数の組で、自分自身を除いた約数の和に 1 を加えた数が、互いに等しくなるような数をいう。婚約数の逆と考えるといい。
拡大友愛数が無数に存在するかは分かっていないが、最小の拡大友愛数の組は (6160, 11697) である。
6160 の自分自身を除いた約数は、1, 2, 4, 5, 7, 8, 10, 11, 14, 16, 20, 22, 28, 35, 40, 44, 55, 56, 70, 77, 80, 88, 110, 112, 140, 154, 176, 220, 280, 308, 385, 440, 560, 616, 770, 880, 1232, 1540, 3080 で、和は 11696 となり 1 を加えると 11697 である。11697 の自分自身を除いた約数は、1, 3, 7, 21, 557, 1671, 3899 で、和は 6159 となり 1 を加えると 6160 である。

## 拡大友愛数の例
拡大友愛数の組を小さい順に列記すると
(6160, 11697), (12220, 16005), (23500, 28917), (68908, 76245), (249424, 339825), (425500, 570405), (434784, 871585), (649990, 697851), (660825, 678376), (1017856, 1340865), …
小さい方の数は オンライン整数列大辞典の数列 A007992、大きい方の数は オンライン整数列大辞典の数列 A015630 を参照。

## 小さい拡大友愛数
小さい組は、偶数と奇数の組である。